# Воля-Замбжицька
Воля-Замбжицька (пол. Wola Zambrzycka) — село в Польщі, у гміні Замбрув Замбровського повіту Підляського воєводства.
Населення — 162 особи (2011).
У 1975-1998 роках село належало до Ломжинського воєводства.

## Демографія
Демографічна структура станом на 31 березня 2011 року:
|          | Загалом | Допрацездатний вік | Працездатний вік | Постпрацездатний вік |
| -------- | ------- | ------------------ | ---------------- | -------------------- |
| Чоловіки | 73      | 14                 | 52               | 7                    |
| Жінки    | 89      | 23                 | 50               | 16                   |
| Разом    | 162     | 37                 | 102              | 23                   |